# Syngamia angustale
Syngamia angustale là một loài bướm đêm trong họ Crambidae.